# 陆思敬
陆思敬（Jing Lusi，1985年5月16日—）是一位英国華裔女演员。她曾出演电影《瘋狂亞洲富豪》。

## 早年生活和教育
陆思敬出生于上海浦东，五岁時随父母移居英国 並定居南安普敦， 她曾在伦敦大学学院學習法律。 

## 职业
陆思敬曾在《霍爾比市》、《倒數行動》、《瘋狂亞洲富豪》、《特種空勤團：紅色通緝令》中亮相。 